# إدوارد نيوجيت
إدوارد نيوجيت أو كما يلقب باللحية البيضاء، هو أحد شخصيات انمي ومانغا ون بيس، قائد قراصنة اللحية البيضاء ومن اقوى شخصيات *ون بيس*
والأب الروحي بورتغارس د. ايس

## مظهره
اللحية البيضاء هو انسَان ضخم بصورة غير طبيعية، ما يقرب خمسة أضعاف حجم الإنسان العادي. لديه وجه طويل، محروث بسبب سنه المتقدمة مع العديد من التجاعيد حول عينيه، وهو عضلي جداً، ولديه ندبات كثيرة على صدره وقد حصل على واحدة على وجه الخصوص من غول دي روجر، ولديه أيضاً «شارب أبيض كبير». ويرتدي وشاح أسود حول رأسه ومعطف القائد،(مثل الذي لدى روجر) باللون الأبيض الذي يعلقه على كتفيه، مرسوم عليه وشم قراصنة اللحية البيضاء من الخلف. وهو دائماً ما يكون عاري الصدر، ويرتدي سروال فاتح اللون مدسوس داخل حذائه الأسود الكبير، ووشَاح الظّلام حول خصره. وعندما كان في الماضي، كان يرتدي قبعة ووشاح بألوان فاتحة، وكان ذو شعر أشقر. عادة ما يعلّق عدة آلات أوكسُجين، وذلك بسبب المشاكل الصحية المتعلقة بسنه المتقدمة.

## شخصيته
شخص لآ يُحب الكنز والثروات على عكس رفآقه. جعل حُكمه وسلطته على سُمعة البحار،
و يبدو أنه واثق من نفسه جداً إلى حد أنه يعتبر البحرية، والشيتشيبوكاي واليونكو أكثر من مجرّد مضايقات 
 في أول ظهور له، لم يكن يُبالي لنصائح المُمرضة التي أعطيته إيآها بأن لا يشرب الخمور
و لم يكن قادر على على رؤية أي سبب للقلق من تحذيرات شانكس من اللحية السوداء، وهو يعلم أن الشباب هم مفتاح المستقبل، وبأن حياتهم مهمة جداً، بدا أيضاً أنه يحب التحدث عن الماضي، وأول الأشياء التي تحدث عنها هيَ ذكرياته القديمة قبل 22 سنة، عندما زاره شانكس. وطريقة استرضائه الوحيدة عندما يُريد أحد زيارته والتحدث معه تُركز أساساً على تبآدل الشّراب فيما بينهم (ويُفضّل الشراب المُكلف للغاية) كما حدثَ في لقائه مع شانكس، وقد ثبت أنّه شخص مُسامح كما حدث بعد أن تلقى طعنة من حليفه سكواردو عندما أدرك أن أكاينو قام بخداع سكواردو، والسمة المُميزة لطبيعته هي الأخلاق العالية.
شُعوره لا يتزعزع من الخطأ والصواب، والدلالة على ذلك عندما أعلن الحرب على الحُكومة العالميّة فقط لإنقاذ ايس، وبدا أنه كان شخص مرح وألهم خلال سنوات شبابه.

## علاقاته

### طاقمه
نظرة اللحية البيضاء أنه يعتبر كل عضو من طاقمه مثل ابنه، وهو يحبّهم جداً، كما أنه مستعد للذهاب إلى الحربٍ من أجلهم، كما فعل مع بورتغاس دي إيس عندما ذهب إلى معقل البحرية «المارين فورد» من أجل أنقاذه.
اتخذ المسؤولية الكاملة عن تصرفات طاقمه، وهم أقوياء جدا ويولن له كل الاحترام، أهم أعضاء طاقمه هم:
- العنقاء ماركو: هو نائبه أحد أهم وأقوى قراصنته، لم يتم الكشف عن مكافأته حتى الآن ولكن احتمال كبير انها لاتقل عن 750,000,000 بيلي.
- بورتغاس دي إيس: هو أحد أقوى أعضاء الطاقم ويعتبر الاقوى بعد ماركو أو يعادله، وتبلغ المكافأة التي على رأسه 550,000,000 بيلي.
- سيف الزهرة فيستا: هو سياف الطاقم وهو قوي جداً تمكن من قتال ميهوك ببراعة، تبلغ المكافأة الموجودة على رأسه 440,000,000 بيلي.
- أورز: أحد أقوى أعضاء الطاقم وهو يشبه ثوراً عملاقاً.
- الألماسي جوزو: هو أحد أقوياء طاقمه تبلغ المكافأة التي على رأسه 400,000,000 بيلي، وغيرهم من الاقوياء.

### حلفائه
إدوارد نيوجيت «اللحية البيضاء», لديه عدد كبير من الحلفاء المشهورين في العالم الجديد، وهم اقوياء أيضاً. ومنهم، الفارس البوهيمي دوما لورد البرق ماكجاي الاخوة ديكالفان عنكبوت الدوامة سكوارد. وهو يعتبرهم مثل أبنائه، تماماً مثل طاقمه.

### أعدائه
غولد دي روجر هو عدو اللحية البيضاء، وهو يحترمه على الرغم من أنه منافسه.
هُناك العديد من الأعداء للحية البيضاء على مر السنين إلى جانب الأسد الذهبي شيكي واليونكو الآخرين والحكومة العالمية.
و هناك أيضاً العديد من السجناء في الإمبل داون الذين يرغبون في قتل الوايت بيرد بسبب أحقادهم الشّخصية، والوحيد المعروف منهم بالإسم هو كروكودايل زعيم الباروك والشيتشيبوكاي السابق، حتى أنّ سينجوكو يحظى باحترام من قبل اللحية البيضاء، يحترمه لكونه أحد الشخصيات الهامة في العصور القديمة وخصوصاً لمهاراته الاستراتيجيّة على الرّغم من أنه عدوّه.

## ماضيه
في فترة ما قبل الثلاث سنوات إلى الوقت الحاضر، قرأ إدوارد نيوجيت في الصحف عن بورتوغاس دي إيس الذي ازداد شُهرة بوصفه قائد قراصنة سبيدو، وكيف أنه رفض منصب الشّيتشيبوكاي، ومن ثم في وقتٍ لاحق التقى إيس باللحية البيضاء أخيراً، الذي كان قد أمضى وقت طويل في البحث عنه وهو على استعداد لإلحاق الهزيمة به. فاز اللحية البيضاء على إيس وكل طاقمه بدون أي خدش، وبعد المواجهة،
طلب اللحية البيضاء من إيس، بأن يصبح ابنً له وأن ينضم لطاقمه. وقد انضم للطاقم فعلاً، مما أتاح له اللحية البيضاء في نهاية المطاف بأن يصبح قائد الفرقة الثانية في
طاقمة على الرغم من صغر سنه
.
على الرغم من أن ايس ابن روجر الذي يُعد عدو اللحية البيضاء، لم يقم بطرده، وقد قال له «مهما يكن والدك فنحن كلنا أبناء المحيط».و بعد ذلك الوقت، قام اللحية السوداء (الذي يُعد عضواً في فرقة ايس آنذاك), بقتل ساتشي قائد الفرقة الرابعة، من أجل الحصول على فاكهة الشّيطان التي وجدها فاكهة «الظلام», وقرر ايس بالإجهاز على اللحية السوداء بنفسه، على الرغم من أن اللحية البيضاء، لم يرد من إيس الذهاب.

## قوته وقدراته

### القدرات الجسدية
اللحية البيضاء مُنح لقب «أقوى رجل في العالم» و «أقوى قرصان بالعالم» لقوته البدنية التي لا تُضاهى.
و هو الرجل الوحيد في العالم الذي يُمكنه مجاراه «ملك القراصنة» جول دي روجر.
سُمعته كبيرة جداً، وهو يعتبر تهديد للحكومة العالمية، والشّهادة على قوته الحقيقية، أنّ الحكومة العالمية والشيتشيبوكاي والعالم كله تقريباً يستخدمون كل ما لديهم من قوة للإعداد على مقاتلة اللحية البيضاء، في الماضي.. حاول ايس أكثر من 100 مرة على هزيمة اللحية البيضاء،
مما أدى إلى فشل كل محاولاته وإصابته مع كُل محاولة. ومثال آخر على قوّته، أنه في معركته مع شانكس عندما اشتبكت أسلحتُهم، انقسمت السماء إلى قسمين.و في الحرب في المارينفورد استطاع صد هُجوم أكاينو بكل سهولة وأطفأ واحدة من صخور البُركانية بنفخة واحدة فقط، في الحرب أيضاً، تغلب تماماً على، العديد من نواب البحرية العمالقة ومن أبرزهم جون جاينت واستطاع تحمّل طعنة سكواردُ، وهزيمة أكاينو
و يبدو أن لديه بعض المشاكل الصحية النابعة، ربما بسبب تقدمه في السن،
كان محاطاً دائماً من قبل المُمرضات. عندما لا يكون في معركة يستخدم أنابيب الأكسجين،
و أنابيب التوصيل إلى الوريد لدعم الحياة،
و مُقاومته الجسدية مذهلة، كان قادراً على مواصلة القتال على الرغم من عدد الاصابات التي تهدد حياته.

### فاكهة الشيطان
أكل اللحية البيضاء فاكهة الشّيطان «غورا غورا نو مي» وهي من نوع باراميسيا
التي جعلت منه «رجل الزلزال»., وفقاً لما قاله سينجوكو، اللحية البيضاء قادر على تدمير العالم بهذه الفاكهة .
و يعتبر هذا أنها أقوى فاكهة شيطان من نوع باراميسيا، «حتى الآن»
مع قوة هذه الفاكهة اللحية البيضاء، قادر على خلق موجات تصادُمية التي تحطم الهواء مثل .
الموجات التصادُمية هذه يتم إيعاد توجيهها إلى الأرض، مما تُشكل الزلازل والموجات تصل حتى إلى قاع البحر .و قد تبيّن أنه يمكنه انشَاء الزلازل حتى في الهواء، لتصبح هجمات محمولة جواً .و بإمكانه استخدام هاته الموجات للهجوم على الأعداء وقد أتاحت له تغيير مسار الهواء بيديه لإمالة البيئة من حوله .

## معاركه
- إدوارد نيوجيت ضد غول دي روجر (عدة مرات)

النتيجة: تعادل بالقتال
- إدوارد نيوجيت ضد كوزوكي اودين

النتيجة: فوز إدوارد نيوجيت
- إدوارد نيوجيت ضد كروكودايل (لم تظهر)

النتيجة: فوز إدوارد نيوجيت
- إدوارد نيوجيت ضد مهاجمون من جزيرة البرمائيين

النتيجة: فوز إدوارد نيوجيت
- إدوارد نيوجيت ضد بورتغاس دي إيس (أكثر من 100 مرة)

النتيجة: فوز إدوارد نيوجيت بسهولة في جميع المعارك
- إدوارد نيوجيت ضد الادميرال أوكيجي

النتيجة: تدخل جوزو في القتال
- إدوارد نيوجيت ضد الإدميرال أكاينو

النتيجة: فوز اكاينو
- إدوارد نيوجيت ضد الادميرال كيزارو

النتيجة: لم يستمر القتال
- إدوارد نيوجيت ضد اكاينو (بعد موت ايس)

النتيجة: تعادل (مع تفوق اكاينو لأنه كان أكثر من سبب ضرر واقل من تلقى ضرر!)
- إدوارد نيوجيت ضد مارشال دي تيتش

النتيجة: فوز إدوارد نيوجيت
- إدوارد نيوجيت ضد قراصنة اللحية السوداء

النتيجة: فوز قراصنة اللحية السوداء وموت إدوارد نيوجيت

## الاختلافات في الأنمي والمانغا
في المانجا، كان لون معطف الوايت بيرد قريب للأخضر في البداية، أما في الأنمي، فلون معطفه أحمر . ولكن هذا التغيير أصبح في المانجا في وقتٍ لاحق، وفي المانجا أيضاً، كان سرواله معلق فوق حذائه في أول ظهور له على عكس الأنمي الذي كان سرواله مدسوس داخل حذائه .

و ربما كان هذا خطأ في المانجا .